# Kašjapa

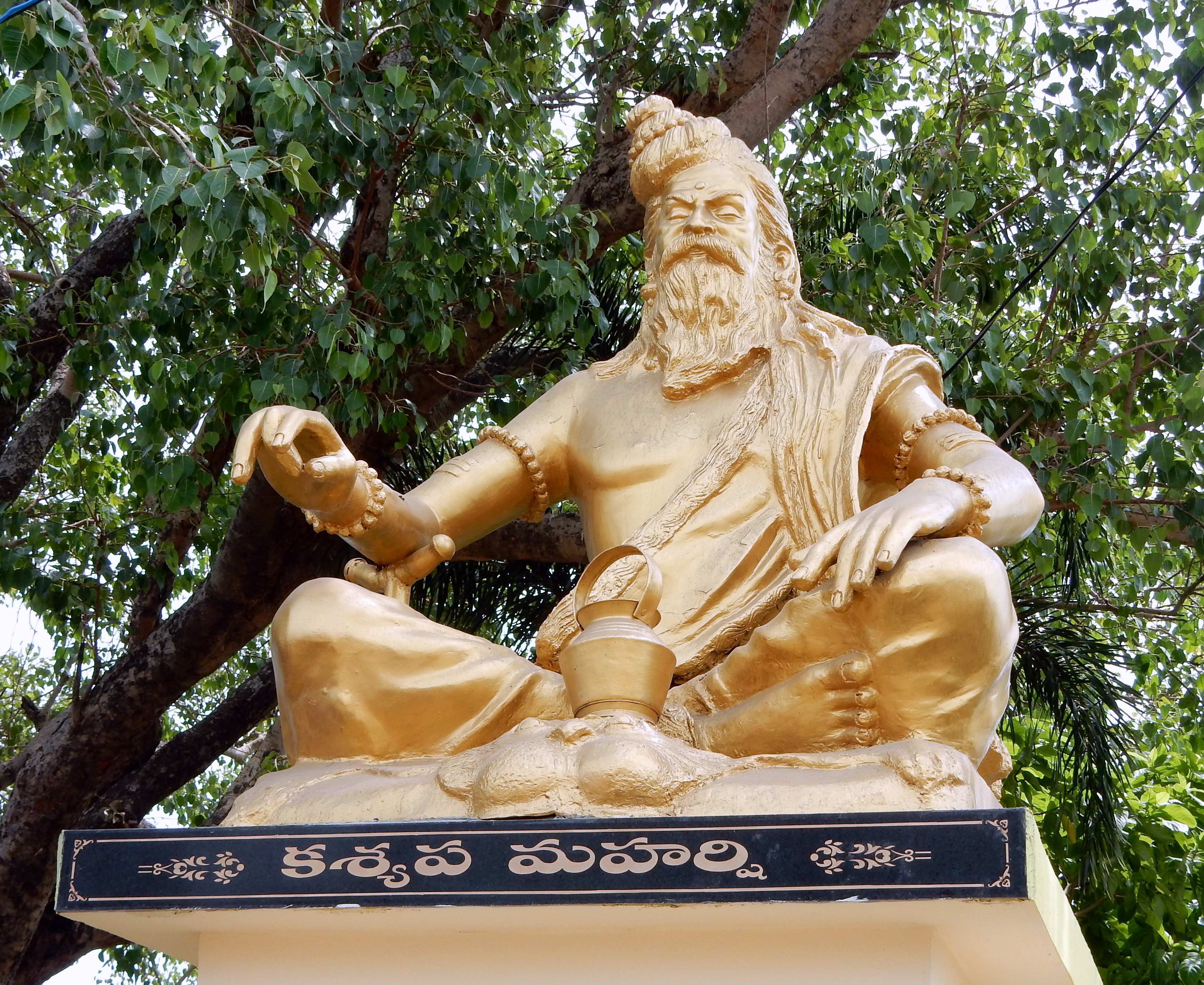
Socha Kašjaspy v Ándhrapradéši

Kašjapa „želva“ je v hinduismu jeden ze saptarši „sedmi ršiů“. Je buď vnukem Brahmy nebo jeho duchovním synem vzniklým emanací z něj. Jako otec Vivasvána a děd Manua, prvního člověka, je považován za prapředka lidstva. Je mu taktéž přisuzována autorství některých hymnů Rgvédu. Někdy je ztožňován s Pradžápatim „Pána tvorstva“, jež je stvořitelem světa, jindy je spojován se Sluncem.
V Mahábháratě, Rámájaně a puránách je manželem několika dcer boha Dakši, s kterými zplodil veškerá stvoření. Výčet jeho manželek se v jednotlivých textech liší, například:
- podle Rámájany jich bylo sedm: Aditi, Diti, Dánu, Kálaka, Tamra, Kródhavaša, Manu a Anala
- podle Mahábháraty třináct: Aditi, Diti, Danu, Kála, Danáju, Sinhika, Kródha, Pradha, Višva, Vinata, Kapila, Muni a Kadrú
- podle Višnu purány jich bylo taktéž třináct: Aditi, Diti, Danu, Arišta, Surasa, Surabhí, Vinata, Tamra, Kródhavaša, Ira, Khasa, Kadrú a Muni

Podání o tom jaká stvoření se svými manžekami zplodil se v jednotlivých textech taktéž liší, ale v zásadě je následující:
- s Aditi zplodil třicet tři bohů: dvanáct Áditjů, jedenáct Rudrů, osm Vasuů a dva Ašviny, a také Vivasvána a Vámanu
- s Dánu zplodil Dánavy
- s Diti zplodil Dáitje a Maruty
- s Kadrú zplodil nágy
- s Khasou zplodil jakše a rákšasy
- s Irou zplodil rostliny, které vznikly i z jejích dcer
- s Tamrou zplodil ptáky a některá jiná zvířata
- s Vinatou zplodil Garudu a Arunu
- se Surasou zplodil sarpy „hady“, snad totožné s nágy
- se Surabhí zplodil dobytek
- s Kródhavašou zplodil nestvůry s ostrými zuby, jejich dcery pak zplodili divoká zvířata
- s Muni zplodil apsarásy
- s Arištou či Pradhou zplodil gandharvy

Kromě toho měl za manželky Pulómu a Káliku, dcery Vaišvánary, s kterými zplodil šedesát tisíc Dánavů známých jako Paulómové a Kálakanjové či jako Kálakejaové.